# Тернопіль (корвет)
«Тернопіль» (U209) — корвет проєкту 1124М (шифр «Альбатрос», англ. Grisha-V class за класифікацією НАТО) багатоцільовий корабель прибережної дії Військово-Морських Сил України. Найновіший корвет ВМС України. Був спущений на воду 15 березня 2002 року.
Під час вторгнення Росії до Криму був захоплений російськими військами 20 березня 2014 року. 20 липня 2023 року під час російських навчань корабель був перетворений на плавучу мішень та потоплений протикорабельними ракетами.

## Особливості проєкту
Проєкт 1124М — останній варіант модернізації малого протичовнового корабля проєкту 1124 розроблений у 1976 році. У порівнянні з проєктом 1124 кораблі проєкту 1124М оснащувалися сучаснішими зразками озброєння та новішими радіоелектронними засобами. Модернізація корабля викликала значне перевантаження і збільшення тоннажу. Не зважаючи на всі зусилля конструкторів, (довелося навіть зняти одну РБУ), стандартна тоннажність корабля зросла майже на 10 %.
Кораблі проєкту отримали нову 76-мм артилерійську установку АК-176, модернізований ЗРК «Оса-МА», переносні зенітні ракетні комплекси «Стріла-3» і потужнішу РЛС загального виявлення МР-320 «Топаз-2В» з дальністю виявлення повітряних цілей до 100 км і морських цілей до 40 км. Замість РЛС загального виявлення МР-320В на МПК проєкту 1124М ставилася РЛС МР-755 «Фрегат-МА-1» зі складною формою сигналу меншої потужності, яку прийняли на озброєння в 1982 році. Крім того вони були оснащені системою виявлення лазерного випромінювання «Спектр-Ф».
Протичовнове озброєння залишилося те саме, що і у попередніх модифікаціях: — два двотрубних 533-мм торпедних апарати, 213-мм реактивна бомбометальна установка РБУ-6000, морські міни і глибинні бомби. Замість підкільної гідроакустичної станції «Аргунь» кораблі отримали нову ГАС «Платина» з дальністю виявлення підводних цілей до 15 км. Для покращення керованості корабля при роботі ГАС «Шелонь-Т» кораблі обладнані підрулюючим пристроєм «Поворот-159».

## Історія
Історія корвета «Тернопіль» бере свій початок з 23 квітня 1991 року, коли корабель було закладено на стапелі ВАТ «Ленінська кузня» у відповідності до контракту про його будівництво між Міністерством оборони України та керівництвом заводу. Будівництво продовжувалося довгих одинадцять років, до 15 березня 2002 року, коли корабель був спущений на воду.
У 2005 році корвет «Тернопіль» було відбуксовано по Дніпру з Києва до Херсону. Потім він прибув до головної бази Військово-Морських Сил ЗС України для проведення приймально-здавальних випробувань.

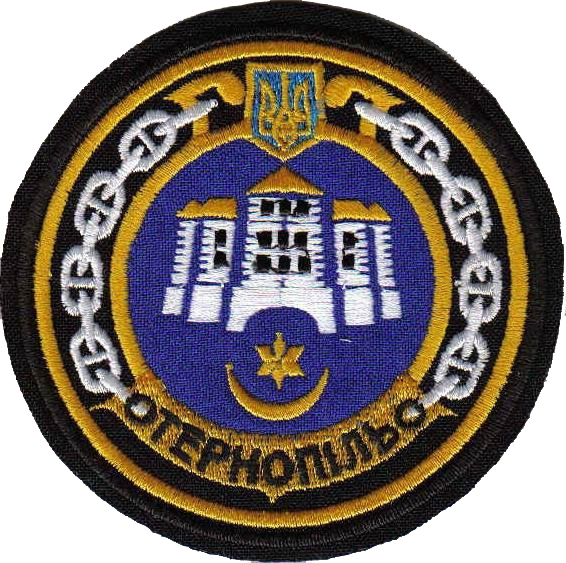
Нарукавний знак моряків корвета «Тернопіль»

Відразу на кораблі розпочала роботу державна комісія, головою якої було призначено першого заступника командувача ВМС ЗС України контр-адмірала Віктора Максимова. Під час випробувань корвет здійснив 10 виходів у море, пройшов 1668 морських миль. І ось напередодні новорічних свят був підписаний акт прийому-передачі корабля від заводу до Міністерства оборони України.
Наказом міністра оборони України № 86 від 15.02.2006 р. корабель введений до бойового складу ВМС ЗС України. 16 лютого 2006 року в урочистій обстановці міністр оборони України Анатолій Гриценко вручив Військово-морський прапор України командиру корвета «Тернопіль» капітану 2 рангу Сергію Ізотову, який підняв його над кораблем.
Один з «найходовіших» кораблів флоту. Відразу після введення в склад ВМС корвет двічі побував у Середземному морі. Перший похід відбувся наприкінці 2006 року для тренування — «орієнтування у місії» (англ. Mission Oriented Training/MOT) — екіпаж українського корвета на практиці відпрацьовував тактичні епізоди, подібні до тих, що здійснюються кораблями ВМС країн НАТО у рамках антитерористичної операції НАТО у Середземному морі «Активні зусилля» (англ. Active Endevour). З травня по липень 2007 року корвет «Тернопіль» вперше взяв у ній участь уже як повноправний член операції. Пізніше «Тернопіль» брав участь в операції «Активні зусилля» регулярно в 2008, 2009 і 2010 роках.

### Вторгнення РФ до Криму
20 березня 2014 року був захоплений російськими військами.
За словами Ярослава Клязинки, старшини 2-ї статті з корвету, станом на травень 2014 року жоден з членів екіпажу не перейшов на сторону РФ. Лише командир корвета Максим Ємельяненко, а також частина військовослужбовців-кримчан написали рапорт про відставку і залишилися в Криму, а решта екіпажу вийшли в Одесу У листопаді 2014 року повідомлялося, що Ємельяненко зрадив присязі, перейшов на бік РФ і служив помічником командира російського ВПК «Пытливый»..

### Потоплення
20 липня 2023 року під час навчань Чорноморського флоту ВМФ Росії корвет «Тернопіль» був перетворений на плавучу мішень та потоплений протикорабельною крилатою ракетою «Москіт», випущеною з ракетного катера «Ивановец», у північно-західній частині Чорного моря.
1 лютого 2024 року російський ракетний катер проєкту 1241 Івановєц у тимчасово окупованому РФ Криму було знищено.. На борту могли перебувати до 40 окупантів.

## У культурі
Про корабель у 2009 році видано книгу «Протичовновий корвет Тернопіль» (автори Ігор Крочак, О. Мухладі, Р. П'ятницький та інші).

## Галерея

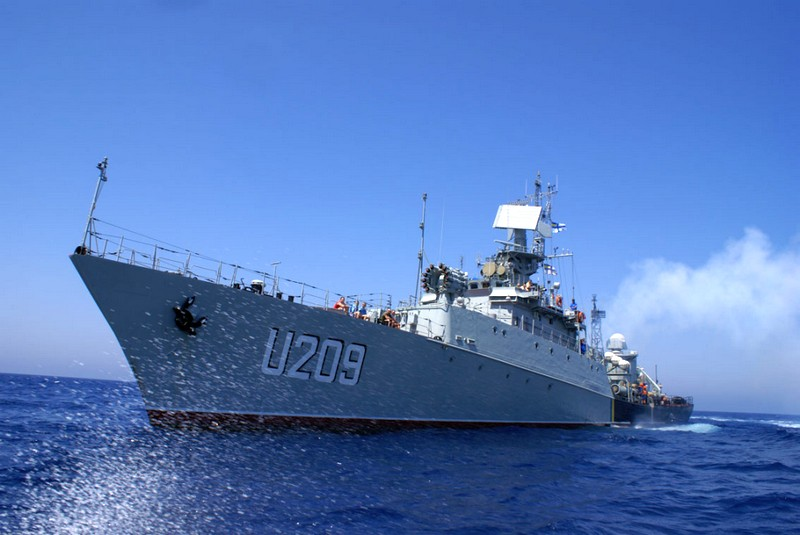
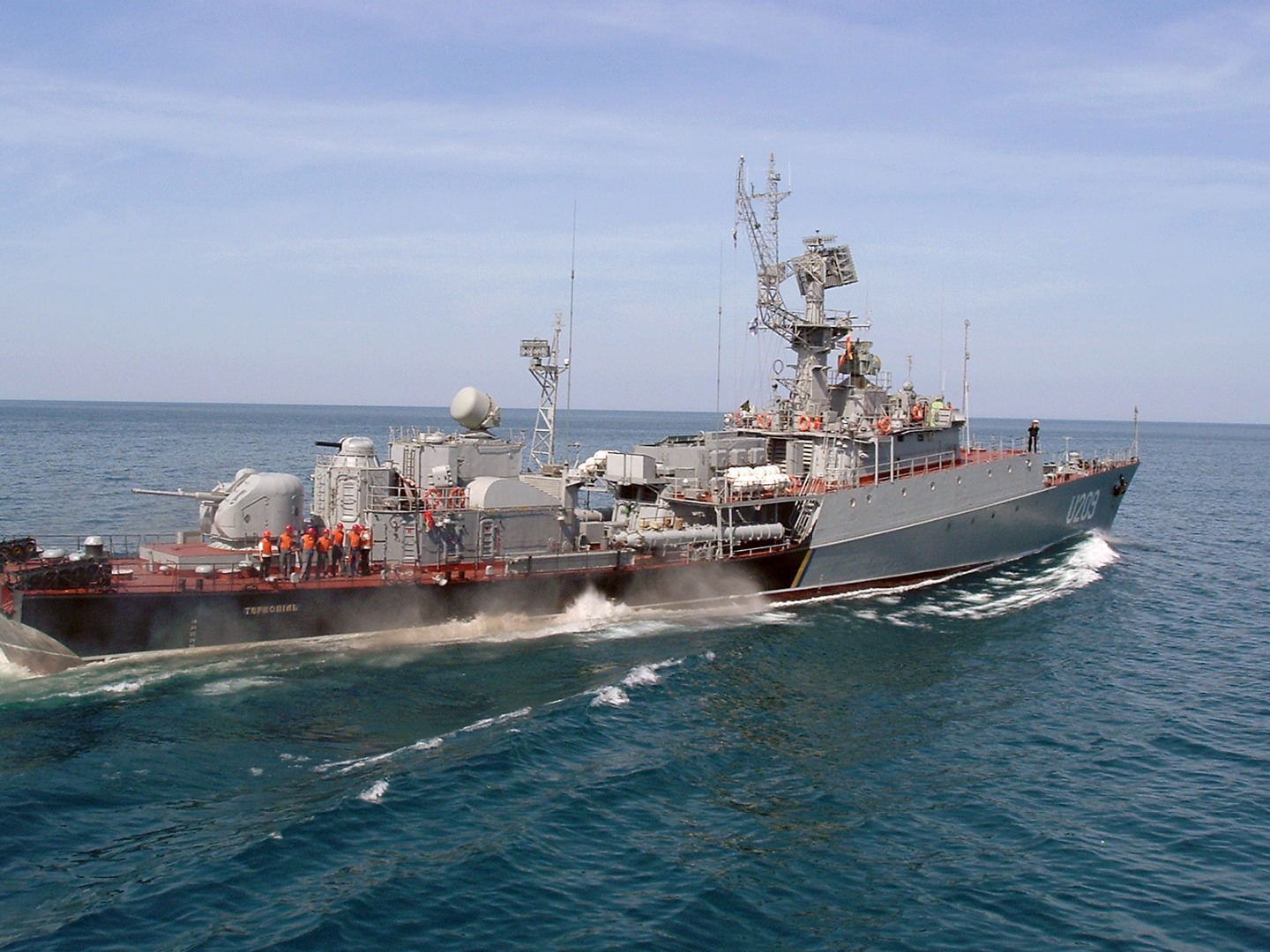
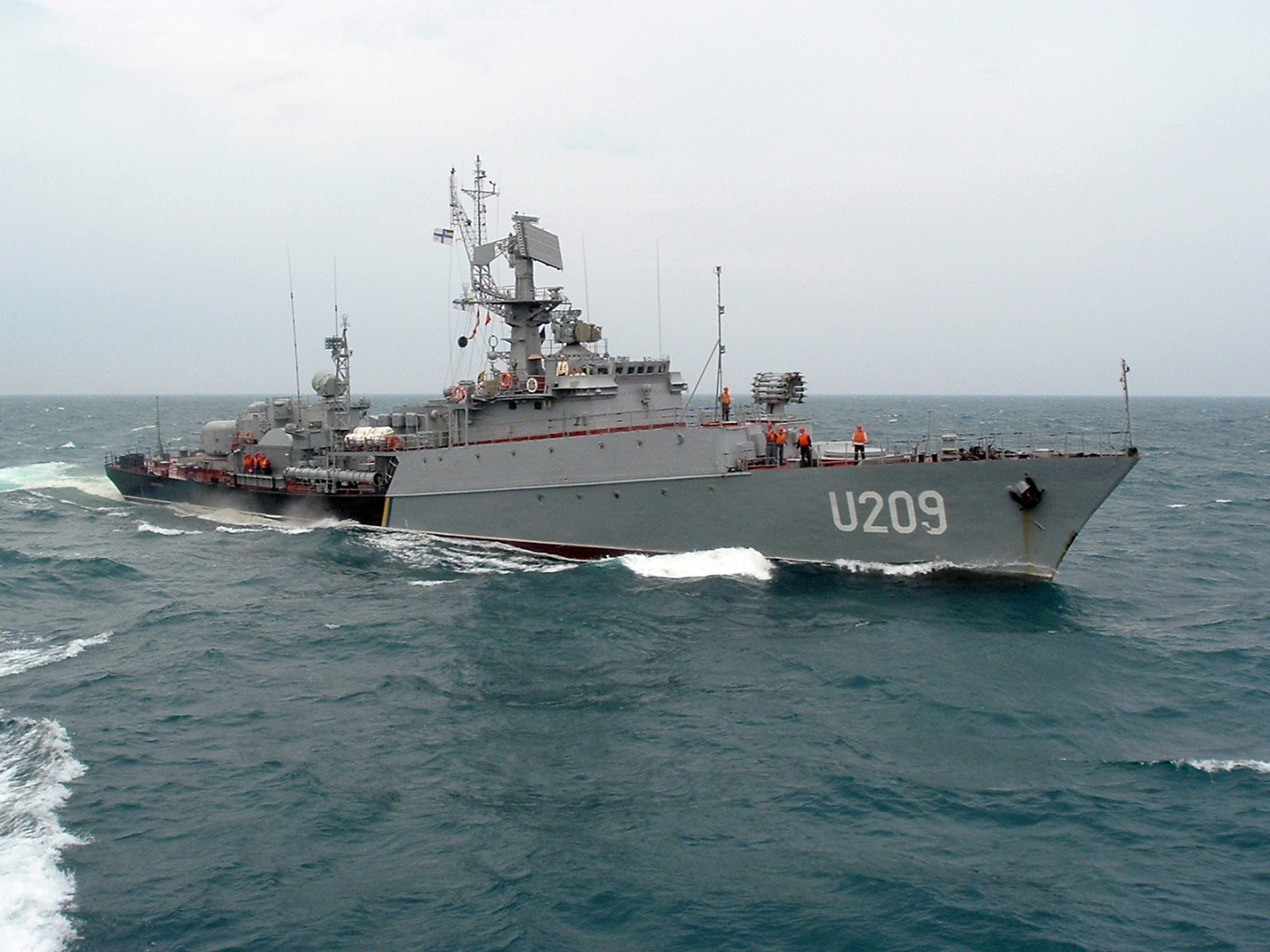
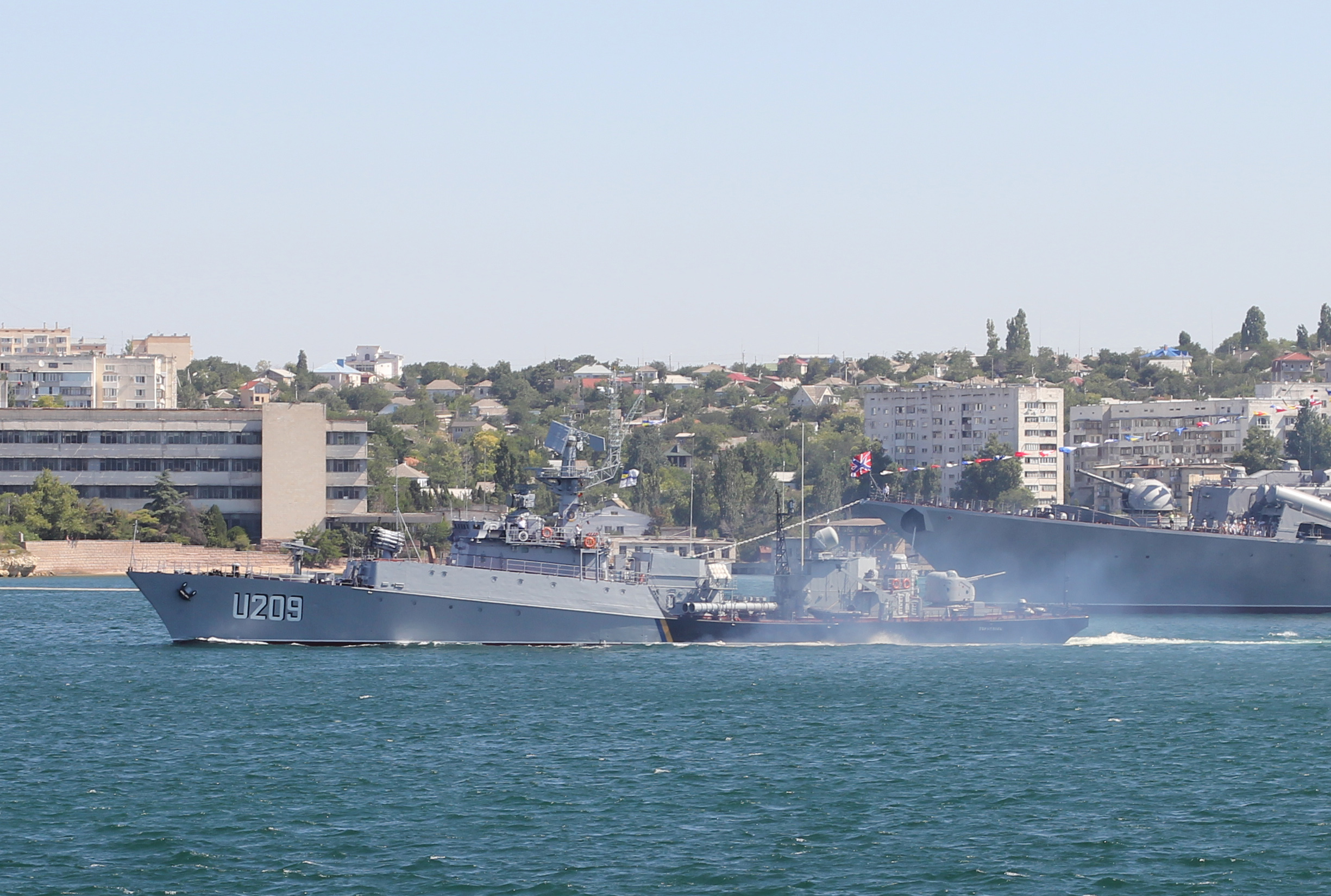